# ツール・デ・ザルプ＝マリティーム・エ・デュ・ヴァール
ツール・デ・ザルプ＝マリティーム・エ・デュ・ヴァール（Tour des Alpes-Maritimes et du Var）は、例年2月中旬、フランス、アルプ＝マリティーム県とヴァール県で開催される、自転車ロードレースのステージレース。
2019年までのレース名はツール・デュ・オー・ヴァル（Tour du Haut-Var）。
カテゴリはUCIヨーロッパツアー2.1。

## 概要
当初は、ニース〜セイヤン(Nice-Seillans)という名称であった。
2008年まではワンデーレースであったが、2009年より2日間のステージレースに変わった。2019年からは3日間のステージレースとなった。
コート・ダジュール付近と、その背後のアルプ・マリティーム山地（fr:Alpes maritimes) の中級山岳とを織り交ぜたコースとなることが多い。

## 歴代優勝者
| 年   | 優勝者                     |
| ---- | -------------------------- |
| 1969 | レイモン・プリドール       |
| 1970 | ルネ・グルラン             |
| 1971 | デジーレ・ルトル           |
| 1972 | フラン・フェルベーク       |
| 1973 | ヨープ・ズートメルク       |
| 1974 | ヘルベン・カルステンス     |
| 1975 | レイモン・ドリル           |
| 1976 | フラン・フェルベーク       |
| 1977 | ベルナール・テヴネ         |
| 1978 | フレディ・マルテンス       |
| 1979 | ヨープ・ズートメルク       |
| 1980 | パスカル・シモン           |
| 1981 | ジャック・ボシス           |
| 1982 | ショーン・ケリー           |
| 1983 | ヨープ・ズートメルク       |
| 1984 | エリック・カリトゥー       |
| 1985 | シャルリー・モテ           |
| 1986 | パスカル・シモン           |
| 1987 | ロルフ・ゲルツ             |
| 1988 | リュク・ローセン           |
| 1989 | ジェラール・リュエ         |
| 1990 | リュク・ルブラン           |
| 1991 | エリック・カリトゥー       |
| 1992 | ジェラール・リュエ         |
| 1993 | ティエリ・クラヴェイローラ |
| 1994 | ローラン・ブロシャール     |
| 1995 | マルコ・リエッティ         |
| 1996 | ブルーノ・ボスカルディン   |
| 1997 | ロドルフォ・マッシ         |
| 1998 | ローラン・ジャラベール     |
| 1999 | ダヴィデ・レベッリン       |

| 年   | 優勝者                         |
| ---- | ------------------------------ |
| 2000 | ダニエーレ・ナルデッロ         |
| 2001 | ダニエーレ・ナルデッロ         |
| 2002 | ローラン・ジャラベール         |
| 2003 | シルヴァン・シャヴァネル       |
| 2004 | マルコ・ロッツ                 |
| 2005 | フィリップ・ジルベール         |
| 2006 | レオナルド・ベルタニョッリ     |
| 2007 | フィリッポ・ポッツァート       |
| 2008 | ダヴィデ・レベッリン           |
| 2009 | トマ・ヴォクレール             |
| 2010 | クリストフ・ル・メヴェル       |
| 2011 | トマ・ヴォクレール             |
| 2012 | ジョナサン・ティエナン・ロック |
| 2013 | アルテュル・ヴィショ           |
| 2014 | カルロス・ベタンクール         |
| 2015 | ベン・ガスタウアー             |
| 2016 | アルテュル・ヴィショ           |
| 2017 | アルテュル・ヴィショ           |
| 2018 | ジョナタン・イヴェール         |
| 2019 | ティボー・ピノ                 |
| 2020 | ナイロ・キンタナ               |
| 2021 | ジャンルカ・ブランビッラ       |
| 2022 | ナイロ・キンタナ               |
| 2023 | ケヴィン・ヴォークラン         |
| 2024 | ブノワ・コスヌフロワ           |
| 2025 | クリスティアン・スカローニ     |